# Ремі Матіс
Ремі Матіс (фр. Rémi Mathis; нар. 20 листопада 1982) — французький історик та куратор. Переможець премії Вікіпедист року у 2013 році. Голова відділення Фонду Вікімедіа у Франції (2011–2014).

## Життєпис
Син палеонтолога Крістіана Матіса.
Ремі Матіс закінчив Національну школу хартій у 2007 році. Наступного року здобув ступінь у навчальному закладі Національна школа інформаційної науки та бібліотек. 
У 2010 році він одружився з Марі-Еліс Матіс, яка за професією нейрознавець.

## Кар’єра
Матіс керував бібліотекою гуманітарних та суспільствознавчих наук Паризького університету Декарта з 2008 р. до 2010 р. З 2010 року він є куратором колекцій XVII століття у відділі друку та фотографії Національної бібліотеки Франції. Він є редактором французького академічного журналу з друкарства Nouvelles de l'estampe. Він є членом Національного комітету французької гравюри (фр. Comité national de l'estampe).
Дослідження Матіса зосереджені на XVII столітті, зокрема на історії друкованих видань і книг, янсенізмі та дипломатичній історії. Його дисертація, написана під керівництвом Люсьєна Белі та Олів'є Понсета, зосереджена на Саймоні Арнальде де Помпоне. У 2012 році він написав книгу про Помпона та Роберта Арнальда д'Анділлі. Він зробив внесок у статті з французької літератури XVII століття. і є куратором виставки про французькі принти XVII ст.
Він став лицарем у Ордену мистецтв та літератури та в Ордену Академічних Пальм.

## Пропагування вільної культури
Матіс активно просуває легалізацію свободи панорами у Франції. Він також виступає за приватизацію оцифрування робіт, що перебувають у суспільному надбанні.  За активність у галузі культури та у русі за вільну культуру він отримав  прізвисько Le Magazine littéraire. 
Він був членом і головою Вікімедіа у Франції і обіймав посаду президента з квітня 2011 року до жовтня 2014 року. У квітні 2013 року французька агенція внутрішніх розвідувальних служб Direction centrale du renseignement intérieur (DCRI) тиснула на Матіса, щоб він вилучив статті у французькій Вікіпедії про Військову радіостанцію П'єр-сюр-От, загрожуючи ув'язненням та кримінальним звинуваченням.  Пізніше статтю було відновлено іншим автором Вікіпедії зі Швейцарії.
Ремі був визнаний Вікіпедистом року на Вікіманії у 2013 році.